# Indotyphlops veddae
Espèce
Synonymes
- Typhlops veddae Taylor, 1947

Indotyphlops veddae est une espèce de serpents de la famille des Typhlopidae. 

## Répartition
Cette espèce est endémique du Sri Lanka.

## Description
L'holotype d'Indotyphlops veddae mesure 90,5 mm dont 2,75 mm pour la queue et dont le diamètre moyen du corps est de 1,5 mm. Cette espèce a le dos gris lavande.

## Étymologie
Cette espèce est nommée en l'honneur du peuple Vedda.

## Publication originale
- Taylor, 1947 : Comments on Ceylonese snakes of the genus Typhlops with descriptions of new species. University of Kansas science bulletin, vol. 31, no 13, p. 283-298 (texte intégral).